# Roberto Berardi (arhitect)
Roberto Berardi (n. 1937, Milano, Regatul Italiei – d. 10 mai 2008, Florența, Italia) a fost un arhitect italian.
Născut la Milano în 1937, a studiat la Universitatea din Florența unde a absolvit arhitectura în 1963. Tot la Florența, după absolvire, a colaborat cu Edoardo Detti. S-a transferat apoi la Tunis unde a lucrat patru ani sub îndrumarea urbanistului Ludovico Quaroni, la Minsterul Lucrărilor Publice din Tunisia. În 1969, după ce condusese vreme de doi ani (1968–1969) Bureau d’Etudes din Medina Tunisului, s-a reîntors la Florența unde a practicat până la finalul lui 1973. Din 1973, a renunțat la arhitectură și a trecut în învățământ și cercetare, începând o carieră academică la Bologna (Institutul de Arhitectură și Urbanism al Facultății de Inginerie) și apoi a trecut la Florența, în 1979, mai întâi la catedra de compoziție arhitecturală, apoi la cea de protecție arhitectonică.
Berardi a fost unul dintre cei mai de seamă experți în structura orașelor arabe din Africa de Nord. În cursul celor patruzeci de ani de activitate, a organizat mai multe întruniri pe tema dezvoltării urbane în Africa de Nord la Mahdia (Tunisia), Alger, Florența, Bruxelles și Paris. În 1996 s-a numărat printre membrii fondatori ai Centrului Internațional de studiu al peisajului mediteranean. A murit la Florența pe 10 mai 2008.